# Сычевки
Сычевки — деревня в Дмитровском районе Московской области, в составе Сельского поселения Костинское. Население — 0 чел. (2010). До 2006 года Сычевки входили в состав Гришинского сельского округа.

## Расположение
Деревня расположена  в юго-восточной части района, примерно в 11 км на юго-восток от Дмитрова, на левом берегу реки Камарихи (левый приток Яхромы), высота центра над уровнем моря 199 м. Ближайшие населённые пункты — Нерощино на северо-западе, Андрейково на востоке и Новинки на юго-востоке.

## Уроженцы
- Попков, Владимир Андреевич (1940—2023) — советский и российский учёный-педагог, академик РАО.

## Население
| 2002 | 2006 | 2010 |
| ---- | ---- | ---- |
| 1    | ↘0   | →0   |